# 신석정문학상
신석정문학상은 한국 근현대 문학사의 중심에서 큰 족적을 남긴 신석정 시인의 뛰어난 시 정신을 널리 선양하기 위해 신석정기념사업회가 제정하고 한겨레신문사가 후원한 문학상이다. 문학상 운영위원회가 추천한 심사위원회에서 문학적 성과가 높은 국내 시인 중에서 선정하며 상금은 3천만 원이다. 신석정 촛불 문학상은 신석정 시인의 첫 시집 "촛불" 간행을 기념하여 등단 여부와 상관 없이 신작시 5편을 운영위원회에 우편 제출하여 응모한다.

## 역대 수상자
| 수상 연도    | 수상자                      |
| ------------ | --------------------------- |
| 2014년 제1회 | 도종환                      |
| 2015년 제2회 | 복효근                      |
| 2016년 제3회 | 허소라 시집 <이 풍진 세상>  |
| 2016년 제3회 | 김수열 시집 <빙의>          |
| 2017년 제4회 | 공광규 시집 <담장을 허물다> |
| 2018년 제5회 | 이향아                      |

## 신석정 촛불 문학상
| 수상 연도    | 수상자            |
| ------------ | ----------------- |
| 2014년 제1회 | 최정아 <발아>     |
| 2015년 제2회 | 정지윤 <샘 치과>  |
| 2016년 제3회 | 김기찬 <오월>     |
| 2017년 제4회 | 심옥남 <표면장력> |